# Polycirrus tesselatus
Polycirrus tesselatus är en ringmaskart som beskrevs av Anne D. Hutchings och Glasby 1986. Polycirrus tesselatus ingår i släktet Polycirrus och familjen Terebellidae. Inga underarter finns listade i Catalogue of Life.